# Oncella gracilis
Oncella gracilis är en tvåhjärtbladig växtart som beskrevs av Simone Balle och R.M. Polhill & D. Wiens. Oncella gracilis ingår i släktet Oncella och familjen Loranthaceae. Inga underarter finns listade i Catalogue of Life.